# Crowded House/Diskografie
Diese Diskografie ist eine Übersicht über die musikalischen Werke der australisch-neuseeländischen Rockband Crowded House. Den Schallplattenauszeichnungen zufolge hat sie bisher mehr als 11 Millionen Tonträger verkauft. Ihre erfolgreichste Veröffentlichung ist das erste Kompilationsalbum Recurring Dream – The Very Best Of mit über drei Millionen verkauften Einheiten.

## Alben

### Studioalben
| Jahr | Titel Musiklabel                           | Höchstplatzierung, Gesamtwochen, AuszeichnungChartplatzierungen (Jahr, Titel, Musiklabel, Platzierungen, Wochen, Auszeichnungen, Anmerkungen) | Höchstplatzierung, Gesamtwochen, AuszeichnungChartplatzierungen (Jahr, Titel, Musiklabel, Platzierungen, Wochen, Auszeichnungen, Anmerkungen) | Höchstplatzierung, Gesamtwochen, AuszeichnungChartplatzierungen (Jahr, Titel, Musiklabel, Platzierungen, Wochen, Auszeichnungen, Anmerkungen) | Höchstplatzierung, Gesamtwochen, AuszeichnungChartplatzierungen (Jahr, Titel, Musiklabel, Platzierungen, Wochen, Auszeichnungen, Anmerkungen) | Höchstplatzierung, Gesamtwochen, AuszeichnungChartplatzierungen (Jahr, Titel, Musiklabel, Platzierungen, Wochen, Auszeichnungen, Anmerkungen) | Höchstplatzierung, Gesamtwochen, AuszeichnungChartplatzierungen (Jahr, Titel, Musiklabel, Platzierungen, Wochen, Auszeichnungen, Anmerkungen) | Höchstplatzierung, Gesamtwochen, AuszeichnungChartplatzierungen (Jahr, Titel, Musiklabel, Platzierungen, Wochen, Auszeichnungen, Anmerkungen) | Anmerkungen                                                |
| Jahr | Titel Musiklabel                           | DE | AT | CH | UK | US | AU | NZ | Anmerkungen                                                |
| ---- | ------------------------------------------ | --- | --- | --- | --- | --- | --- | --- | ---------------------------------------------------------- |
| 1986 | Crowded House Capitol Records (EMI)        | DE44 (7 Wo.)DE | — | — | UK99 Silber · (1 Wo.)UK | US12 Platin · (50 Wo.)US | AU27 ×6Sechsfachplatin · (13 Wo.)AU | NZ3 ×5Fünffachplatin · (50 Wo.)NZ | Erstveröffentlichung: 16. Juni 1986 Verkäufe: + 1.680.000  |
| 1988 | Temple of Low Men Capitol Records (EMI)    | DE57 (5 Wo.)DE | — | — | UK— SilberUK | US40 (19 Wo.)US | AU1 ×3Dreifachplatin · (27 Wo.)AU | NZ2 ×2Doppelplatin · (24 Wo.)NZ | Erstveröffentlichung: 24. Juli 1988 Verkäufe: + 350.000    |
| 1991 | Woodface Capitol Records (EMI)             | DE26 (19 Wo.)DE | — | CH12 (11 Wo.)CH | UK6 ×2Doppelplatin · (93 Wo.)UK | US83 (17 Wo.)US | AU2 Platin · (50 Wo.)AU | NZ1 ×3Dreifachplatin · (58 Wo.)NZ | Erstveröffentlichung: 21. Juni 1991 Verkäufe: + 830.000    |
| 1993 | Together Alone Capitol Records (EMI)       | DE55 (9 Wo.)DE | — | — | UK4 Platin · (33 Wo.)UK | US73 (7 Wo.)US | AU2 Platin · (18 Wo.)AU | NZ1 ×2Doppelplatin · (33 Wo.)NZ | Erstveröffentlichung: 11. Oktober 1993 Verkäufe: + 450.000 |
| 2007 | Time on Earth Capitol Records (EMI)        | DE95 (1 Wo.)DE | — | CH89 (2 Wo.)CH | UK3 Silber · (5 Wo.)UK | US46 (2 Wo.)US | AU1 Platin · (12 Wo.)AU | NZ2 Gold · (10 Wo.)NZ | Erstveröffentlichung: 29. Juni 2007 Verkäufe: + 137.500    |
| 2010 | Intriguer Universal Music (UMG)            | DE79 (1 Wo.)DE | — | — | UK12 (3 Wo.)UK | US50 (2 Wo.)US | AU1 Gold · (5 Wo.)AU | NZ3 (7 Wo.)NZ | Erstveröffentlichung: 11. Juni 2010 Verkäufe: + 35.000     |
| 2021 | Dreamers Are Waiting EMI Music (UMG)       | DE16 (1 Wo.)DE | — | CH27 (1 Wo.)CH | UK6 (1 Wo.)UK | — | AU2 (3 Wo.)AU | NZ2 (3 Wo.)NZ | Erstveröffentlichung: 4. Juni 2021                         |
| 2024 | Gravity Stairs BMG Rights Management (WMG) | — | — | — | UK8 (1 Wo.)UK | — | AU3 (1 Wo.)AU | NZ4 (1 Wo.)NZ | Erstveröffentlichung: 31. Mai 2024                         |

### Livealben
| Jahr | Titel Musiklabel                             | Höchstplatzierung, Gesamtwochen, AuszeichnungChartplatzierungen (Jahr, Titel, Musiklabel, Platzierungen, Wochen, Auszeichnungen, Anmerkungen) | Höchstplatzierung, Gesamtwochen, AuszeichnungChartplatzierungen (Jahr, Titel, Musiklabel, Platzierungen, Wochen, Auszeichnungen, Anmerkungen) | Höchstplatzierung, Gesamtwochen, AuszeichnungChartplatzierungen (Jahr, Titel, Musiklabel, Platzierungen, Wochen, Auszeichnungen, Anmerkungen) | Höchstplatzierung, Gesamtwochen, AuszeichnungChartplatzierungen (Jahr, Titel, Musiklabel, Platzierungen, Wochen, Auszeichnungen, Anmerkungen) | Höchstplatzierung, Gesamtwochen, AuszeichnungChartplatzierungen (Jahr, Titel, Musiklabel, Platzierungen, Wochen, Auszeichnungen, Anmerkungen) | Höchstplatzierung, Gesamtwochen, AuszeichnungChartplatzierungen (Jahr, Titel, Musiklabel, Platzierungen, Wochen, Auszeichnungen, Anmerkungen) | Höchstplatzierung, Gesamtwochen, AuszeichnungChartplatzierungen (Jahr, Titel, Musiklabel, Platzierungen, Wochen, Auszeichnungen, Anmerkungen) | Anmerkungen                                                |
| Jahr | Titel Musiklabel                             | DE | AT | CH | UK | US | AU | NZ | Anmerkungen                                                |
| ---- | -------------------------------------------- | --- | --- | --- | --- | --- | --- | --- | ---------------------------------------------------------- |
| 2006 | Farewell to the World Capitol Records (EMI)  | — | — | — | — | — | AU43 Gold · (1 Wo.)AU | — | Erstveröffentlichung: 16. November 2006 Verkäufe: + 35.000 |
| 2020 | Live ’92–’94, Pt. 1 Black Box Records (ARCA) | — | — | — | — | — | — | — | Erstveröffentlichung: 1. Dezember 2020                     |
| 2021 | Live ’92–’94, Pt. 2 Black Box Records (ARCA) | — | — | — | — | — | — | — | Erstveröffentlichung: 1. Januar 2021                       |

### Kompilationen
| Jahr | Titel Musiklabel                                         | Höchstplatzierung, Gesamtwochen, AuszeichnungChartplatzierungen (Jahr, Titel, Musiklabel, Platzierungen, Wochen, Auszeichnungen, Anmerkungen) | Höchstplatzierung, Gesamtwochen, AuszeichnungChartplatzierungen (Jahr, Titel, Musiklabel, Platzierungen, Wochen, Auszeichnungen, Anmerkungen) | Höchstplatzierung, Gesamtwochen, AuszeichnungChartplatzierungen (Jahr, Titel, Musiklabel, Platzierungen, Wochen, Auszeichnungen, Anmerkungen) | Höchstplatzierung, Gesamtwochen, AuszeichnungChartplatzierungen (Jahr, Titel, Musiklabel, Platzierungen, Wochen, Auszeichnungen, Anmerkungen) | Höchstplatzierung, Gesamtwochen, AuszeichnungChartplatzierungen (Jahr, Titel, Musiklabel, Platzierungen, Wochen, Auszeichnungen, Anmerkungen) | Höchstplatzierung, Gesamtwochen, AuszeichnungChartplatzierungen (Jahr, Titel, Musiklabel, Platzierungen, Wochen, Auszeichnungen, Anmerkungen) | Höchstplatzierung, Gesamtwochen, AuszeichnungChartplatzierungen (Jahr, Titel, Musiklabel, Platzierungen, Wochen, Auszeichnungen, Anmerkungen) | Anmerkungen                                                |
| Jahr | Titel Musiklabel                                         | DE | AT | CH | UK | US | AU | NZ | Anmerkungen                                                |
| ---- | -------------------------------------------------------- | --- | --- | --- | --- | --- | --- | --- | ---------------------------------------------------------- |
| 1996 | Recurring Dream – The Very Best Of Capitol Records (EMI) | DE57 (8 Wo.)DE | AT43 (5 Wo.)AT | CH17 (10 Wo.)CH | UK1 ×4Vierfachplatin · (91 Wo.)UK | — | AU1 ×1313-fach-Platin · (68 Wo.)AU | NZ1 ×9Neunfachplatin · (36 Wo.)NZ | Erstveröffentlichung: 21. Juni 1996 Verkäufe: + 3.095.000  |
| 1999 | Afterglow Capitol Records (EMI)                          | — | — | — | UK18 (2 Wo.)UK | — | AU36 Gold · (2 Wo.)AU | NZ30 (2 Wo.)NZ | Erstveröffentlichung: 1. Mai 1999 Verkäufe: + 35.000       |
| 2007 | Platinum – Crowded House Capitol Records (EMI)           | — | — | — | — | — | — | — | Erstveröffentlichung: 26. Oktober 2007                     |
| 2010 | The Very Very Best Of Capitol Records (EMI)              | — | — | — | UK49 Gold · (1 Wo.)UK | — | AU11 ×4Vierfachplatin · (20 Wo.)AU | NZ12 Platin · (4 Wo.)NZ | Erstveröffentlichung: 15. Oktober 2010 Verkäufe: + 395.000 |
| 2011 | Essential Capitol Records (EMI)                          | — | — | — | — | — | — | — | Erstveröffentlichung: 9. September 2011                    |

### EPs
| Jahr | Titel Musiklabel                                                          | Anmerkungen                |
| ---- | ------------------------------------------------------------------------- | -------------------------- |
| 1993 | World Where We Live Live Commemorative Tour EP 1993 Capitol Records (EMI) | Erstveröffentlichung: 1993 |

## Singles
| Jahr | Titel Album                                    | Höchstplatzierung, Gesamtwochen, AuszeichnungChartplatzierungen (Jahr, Titel, Album, Platzierungen, Wochen, Auszeichnungen, Anmerkungen) | Höchstplatzierung, Gesamtwochen, AuszeichnungChartplatzierungen (Jahr, Titel, Album, Platzierungen, Wochen, Auszeichnungen, Anmerkungen) | Höchstplatzierung, Gesamtwochen, AuszeichnungChartplatzierungen (Jahr, Titel, Album, Platzierungen, Wochen, Auszeichnungen, Anmerkungen) | Höchstplatzierung, Gesamtwochen, AuszeichnungChartplatzierungen (Jahr, Titel, Album, Platzierungen, Wochen, Auszeichnungen, Anmerkungen) | Höchstplatzierung, Gesamtwochen, AuszeichnungChartplatzierungen (Jahr, Titel, Album, Platzierungen, Wochen, Auszeichnungen, Anmerkungen) | Höchstplatzierung, Gesamtwochen, AuszeichnungChartplatzierungen (Jahr, Titel, Album, Platzierungen, Wochen, Auszeichnungen, Anmerkungen) | Höchstplatzierung, Gesamtwochen, AuszeichnungChartplatzierungen (Jahr, Titel, Album, Platzierungen, Wochen, Auszeichnungen, Anmerkungen) | Anmerkungen                                                 |
| Jahr | Titel Album                                    | DE | AT | CH | UK | US | AU | NZ | Anmerkungen                                                 |
| ---- | ---------------------------------------------- | --- | --- | --- | --- | --- | --- | --- | ----------------------------------------------------------- |
| 1986 | Mean to Me Crowded House                       | — | — | — | — | — | AU— PlatinAU | — | Erstveröffentlichung: 9. Juni 1986 Verkäufe: + 70.000       |
| 1986 | World Where You Live Crowded House             | — | — | — | — | US65 (8 Wo.)US | AU— GoldAU | — | Erstveröffentlichung: Juli 1986 Verkäufe: + 35.000          |
| 1986 | Now We’re Getting Somewhere Crowded House      | — | — | — | — | — | AU— GoldAU | NZ33 (3 Wo.)NZ | Erstveröffentlichung: 1. September 1986 Verkäufe: + 35.000  |
| 1986 | Don’t Dream It’s Over Crowded House            | DE13 (13 Wo.)DE | — | — | UK25 Platin · (13 Wo.)UK | US2 (24 Wo.)US | AU— ×9NeunfachplatinAU | NZ1 ×6Sechsfachplatin · (20 Wo.)NZ | Erstveröffentlichung: Oktober 1986 Verkäufe: + 1.560.000    |
| 1987 | Something So Strong Crowded House              | — | — | — | UK95 (1 Wo.)UK | US7 (21 Wo.)US | AU— ×2DoppelplatinAU | NZ3 Platin · (12 Wo.)NZ | Erstveröffentlichung: 15. April 1987 Verkäufe: + 170.000    |
| 1988 | Better Be Home Soon Temple of Low Men          | DE59 (9 Wo.)DE | — | — | — | US42 (11 Wo.)US | AU2 ×5Fünffachplatin · (18 Wo.)AU | NZ2 ×2Doppelplatin · (14 Wo.)NZ | Erstveröffentlichung: 13. Juni 1988 Verkäufe: + 410.000     |
| 1988 | When You Come Temple of Low Men                | — | — | — | — | — | AU27 (9 Wo.)AU | — | Erstveröffentlichung: 4. September 1988                     |
| 1988 | Sister Madly Temple of Low Men                 | — | — | — | — | — | — | NZ26 (4 Wo.)NZ | Erstveröffentlichung: 30. August 1988                       |
| 1988 | Into Temptation Temple of Low Men              | — | — | — | — | — | — | NZ38 (3 Wo.)NZ | Erstveröffentlichung: 29. November 1988                     |
| 1989 | I Feel Possessed Temple of Low Men             | — | — | — | — | — | — | — | Erstveröffentlichung: 1989 feat. Roger McGuinn              |
| 1991 | Chocolate Cake Woodface                        | — | — | — | UK69 (2 Wo.)UK | — | AU20 (10 Wo.)AU | NZ7 (11 Wo.)NZ | Erstveröffentlichung: 27. Mai 1991                          |
| 1991 | Fall at Your Feet Woodface                     | — | — | — | UK17 Silber · (8 Wo.)UK | US75 (6 Wo.)US | AU31 ×3Dreifachplatin · (9 Wo.)AU | NZ24 Platin · (7 Wo.)NZ | Erstveröffentlichung: 5. August 1991 Verkäufe: + 440.000    |
| 1991 | It’s Only Natural Woodface                     | DE59 (10 Wo.)DE | — | — | UK24 (4 Wo.)UK | — | AU15 Platin · (9 Wo.)AU | NZ31 Gold · (6 Wo.)NZ | Erstveröffentlichung: 9. Dezember 1991 Verkäufe: + 85.000   |
| 1992 | Weather with You Woodface                      | DE23 (26 Wo.)DE | — | CH8 (20 Wo.)CH | UK7 Platin · (9 Wo.)UK | — | AU27 ×4Vierfachplatin · (8 Wo.)AU | NZ9 ×3Dreifachplatin · (9 Wo.)NZ | Erstveröffentlichung: 17. Februar 1992 Verkäufe: + 970.000  |
| 1992 | Four Seasons in One Day Woodface               | — | — | — | UK26 (5 Wo.)UK | — | AU47 Gold · (2 Wo.)AU | NZ33 Gold · (3 Wo.)NZ | Erstveröffentlichung: 8. Juni 1992 Verkäufe: + 50.000       |
| 1993 | Distant Sun Together Alone                     | DE70 (10 Wo.)DE | — | — | UK19 (6 Wo.)UK | — | AU23 Platin · (9 Wo.)AU | NZ5 Gold · (9 Wo.)NZ | Erstveröffentlichung: 27. September 1993 Verkäufe: + 85.000 |
| 1993 | Nails in My Feet Together Alone                | — | — | — | UK22 (4 Wo.)UK | — | AU34 (3 Wo.)AU | NZ11 (4 Wo.)NZ | Erstveröffentlichung: 30. November 1993                     |
| 1994 | Locked Out Together Alone                      | — | — | — | UK12 (5 Wo.)UK | — | — | — | Erstveröffentlichung: 23. Mai 1994                          |
| 1994 | Fingers of Love Together Alone                 | — | — | — | UK27 (4 Wo.)UK | — | — | — | Erstveröffentlichung: Juni 1994                             |
| 1994 | Pineapple Head Together Alone                  | — | — | — | UK27 (3 Wo.)UK | — | — | NZ50 (1 Wo.)NZ | Erstveröffentlichung: September 1994                        |
| 1994 | Private Universe Together Alone                | — | — | — | — | — | AU46 (1 Wo.)AU | — | Erstveröffentlichung: Oktober 1994                          |
| 1994 | Together Alone                                 | — | — | — | — | — | — | NZ37 (4 Wo.)NZ | Erstveröffentlichung: 1994                                  |
| 1996 | Everything Is Good for You Recurring Dream     | — | — | — | — | — | AU10 (7 Wo.)AU | — | Erstveröffentlichung: 17. Juni 1996                         |
| 1996 | Instinct Recurring Dream                       | — | — | — | UK12 (5 Wo.)UK | — | — | NZ17 (4 Wo.)NZ | Erstveröffentlichung: Juni 1996                             |
| 1996 | Not the Girl You Think You Are Recurring Dream | — | — | — | UK20 (3 Wo.)UK | — | AU37 (3 Wo.)AU | NZ41 (1 Wo.)NZ | Erstveröffentlichung: 2. September 1996                     |
| 2007 | Don’t Stop Now Time on Earth                   | — | — | — | UK41 (2 Wo.)UK | — | AU34 (5 Wo.)AU | — | Erstveröffentlichung: 16. Juni 2007                         |
| 2007 | She Called Up Time on Earth                    | — | — | — | — | — | — | — | Erstveröffentlichung: 17. September 2007                    |
| 2007 | Pour le Monde Time on Earth                    | — | — | — | UK51 (1 Wo.)UK | — | — | — | Erstveröffentlichung: 9. Dezember 2007                      |
| 2010 | Saturday Sun Intriguer                         | — | — | — | — | — | — | — | Erstveröffentlichung: 26. April 2010                        |
| 2015 | Help Is Coming Afterglow                       | — | — | — | UK88 (1 Wo.)UK | — | — | — | Erstveröffentlichung: 21. September 2015                    |
| 2020 | Whatever You Want Dreamers Are Waiting         | — | — | — | — | — | — | — | Erstveröffentlichung: 28. Oktober 2020                      |
| 2021 | To the Island Dreamers Are Waiting             | — | — | — | — | — | — | — | Erstveröffentlichung: 17. Februar 2021                      |
| 2021 | Playing with Fire Dreamers Are Waiting         | — | — | — | — | — | — | — | Erstveröffentlichung: 13. Mai 2021                          |
| 2024 | Oh Hi Gravity Stairs                           | — | — | — | — | — | — | — | Erstveröffentlichung: 8. Februar 2024                       |
| 2024 | Teenage Summer Gravity Stairs                  | — | — | — | — | — | — | — | Erstveröffentlichung: 11. April 2024                        |

## Videoalben und Musikvideos

### Videoalben
| Jahr | Titel Musiklabel                            | Höchstplatzierung, Gesamtwochen, AuszeichnungChartplatzierungen (Jahr, Titel, Musiklabel, Platzierungen, Wochen, Auszeichnungen, Anmerkungen) | Höchstplatzierung, Gesamtwochen, AuszeichnungChartplatzierungen (Jahr, Titel, Musiklabel, Platzierungen, Wochen, Auszeichnungen, Anmerkungen) | Höchstplatzierung, Gesamtwochen, AuszeichnungChartplatzierungen (Jahr, Titel, Musiklabel, Platzierungen, Wochen, Auszeichnungen, Anmerkungen) | Höchstplatzierung, Gesamtwochen, AuszeichnungChartplatzierungen (Jahr, Titel, Musiklabel, Platzierungen, Wochen, Auszeichnungen, Anmerkungen) | Höchstplatzierung, Gesamtwochen, AuszeichnungChartplatzierungen (Jahr, Titel, Musiklabel, Platzierungen, Wochen, Auszeichnungen, Anmerkungen) | Höchstplatzierung, Gesamtwochen, AuszeichnungChartplatzierungen (Jahr, Titel, Musiklabel, Platzierungen, Wochen, Auszeichnungen, Anmerkungen) | Höchstplatzierung, Gesamtwochen, AuszeichnungChartplatzierungen (Jahr, Titel, Musiklabel, Platzierungen, Wochen, Auszeichnungen, Anmerkungen) | Anmerkungen                                              |
| Jahr | Titel Musiklabel                            | DE | AT | CH | UK | US | AU | NZ | Anmerkungen                                              |
| ---- | ------------------------------------------- | --- | --- | --- | --- | --- | --- | --- | -------------------------------------------------------- |
| 1987 | Spring Break ’87 Capitol Records (EMI)      | — | — | — | — | — | — | — | Erstveröffentlichung: Juli 1987                          |
| 1992 | I Like to Watch Capitol Records (EMI)       | — | — | — | — | — | — | — | Erstveröffentlichung: 1992                               |
| 1996 | Farewell to the World Capitol Records (EMI) | — | — | — | UK3 (37 Wo.)UK | — | AU— ×3DreifachplatinAU | NZ— PlatinNZ | Erstveröffentlichung: 1996 Verkäufe: + 50.000            |
| 2002 | Dreaming – The Videos Capitol Records (EMI) | — | — | — | UK49 (1 Wo.)UK | — | AU— ×2DoppelplatinAU | — | Erstveröffentlichung: 1. Oktober 2002 Verkäufe: + 30.000 |

### Musikvideos
| Jahr | Titel                          | Regie                        |
| ---- | ------------------------------ | ---------------------------- |
| 1991 | It’s Only Natural              | Paul Elliott                 |
| 1992 | Weather with You               | MacGregor Knox               |
| 1992 | Four Seasons in One Day        | Kerry Brown                  |
| 1993 | Distant Sun                    | Curtis Wehrfritz             |
| 1993 | Nails in My Feet               | Evan English                 |
| 1994 | Locked Out                     | Zanna                        |
| 1994 | Fingers of Love                | Stephen R. Johnson           |
| 1996 | Not the Girl You Think You Are | Jeffrey Darling              |
| 1996 | Everything Is Good for You     | Rob O’Connor                 |
| 1996 | Instinct                       | Jeffrey Darling              |
| 2007 | She Called Up                  | Robert Hales                 |
| 2007 | Don’t Stop Now                 | Robert Hales                 |
| 2010 | Saturday Sun                   | Dominic Taylor, Simon Taylor |
| 2010 | Either Side of the World       |                              |
| 2010 | Twice If You’re Lucky          |                              |

## Boxsets
| Jahr | Titel Musiklabel                                  | Anmerkungen                     |
| ---- | ------------------------------------------------- | ------------------------------- |
| 1992 | Woodface Singles Collection Capitol Records (EMI) | Erstveröffentlichung: Juni 1992 |

## Promoveröffentlichungen
| Jahr | Titel Album                        | Anmerkungen                            |
| ---- | ---------------------------------- | -------------------------------------- |
| 1988 | Recurring Dream Afterglow          | Erstveröffentlichung: 1988             |
| 2000 | I Love You Dawn Afterglow          | Erstveröffentlichung: 2000             |
| 2000 | Sacred Cow Afterglow               | Erstveröffentlichung: 2000             |
| 2000 | You Can Touch Afterglow            | Erstveröffentlichung: 2000             |
| 2010 | Amsterdam Intriguer                | Erstveröffentlichung: 2010             |
| 2010 | Either Side of the World Intriguer | Erstveröffentlichung: 5. Juli 2010     |
| 2010 | Twice If You’re Lucky Intriguer    | Erstveröffentlichung: 8. November 2010 |

## Sonderveröffentlichungen

### Alben
| Jahr | Titel Musiklabel                                                           | Anmerkungen                                         |
| ---- | -------------------------------------------------------------------------- | --------------------------------------------------- |
| 1996 | Marcia, Marcia, Marcia! Live, Los Angeles 06/04/89 Frenz of the Enz (FotE) | Erstveröffentlichung: 1996 Fanklub-Veröffentlichung |
| 1996 | Bent in Gent 18/10/91 Frenz of the Enz (FotE)                              | Erstveröffentlichung: 1996 Fanklub-Veröffentlichung |
| 1996 | Newcastle Jam Frenz of the Enz (FotE)                                      | Erstveröffentlichung: 1996 Fanklub-Veröffentlichung |
| 1996 | Paul Is Dead Frenz of the Enz (FotE)                                       | Erstveröffentlichung: 1996 Fanklub-Veröffentlichung |
| 1997 | Live on the Roof Top Frenz of the Enz (FotE)                               | Erstveröffentlichung: 1997 Fanklub-Veröffentlichung |
| 1997 | State of Mind Frenz of the Enz (FotE)                                      | Erstveröffentlichung: 1997 Fanklub-Veröffentlichung |
| 1997 | Detroit Rock City Frenz of the Enz (FotE)                                  | Erstveröffentlichung: 1997 Fanklub-Veröffentlichung |
| 1997 | Nick’s Birthday Party Frenz of the Enz (FotE)                              | Erstveröffentlichung: 1997 Fanklub-Veröffentlichung |
| 1997 | In the Raw Frenz of the Enz (FotE)                                         | Erstveröffentlichung: 1997 Fanklub-Veröffentlichung |
| 1997 | Graduation (Leeds University) Frenz of the Enz (FotE)                      | Erstveröffentlichung: 1997 Fanklub-Veröffentlichung |
| 1997 | Hometown Frenz of the Enz (FotE)                                           | Erstveröffentlichung: 1997 Fanklub-Veröffentlichung |
| 1997 | Nick the Stripper Frenz of the Enz (FotE)                                  | Erstveröffentlichung: 1997 Fanklub-Veröffentlichung |
| 1997 | One Night Stand Frenz of the Enz (FotE)                                    | Erstveröffentlichung: 1997 Fanklub-Veröffentlichung |
| 1997 | Foreplay Frenz of the Enz (FotE)                                           | Erstveröffentlichung: 1997 Fanklub-Veröffentlichung |
| 1997 | Dutch Treat Frenz of the Enz (FotE)                                        | Erstveröffentlichung: 1997 Fanklub-Veröffentlichung |
| 1997 | Manchester Split Frenz of the Enz (FotE)                                   | Erstveröffentlichung: 1997 Fanklub-Veröffentlichung |
| 1997 | Worst Kept Secret Frenz of the Enz (FotE)                                  | Erstveröffentlichung: 1997 Fanklub-Veröffentlichung |
| 1997 | Spooky Vibrations Frenz of the Enz (FotE)                                  | Erstveröffentlichung: 1997 Fanklub-Veröffentlichung |
| 1998 | Homebrew Frenz of the Enz (FotE)                                           | Erstveröffentlichung: 1998 Fanklub-Veröffentlichung |
| 1998 | Exit Stage Left Frenz of the Enz (FotE)                                    | Erstveröffentlichung: 1998 Fanklub-Veröffentlichung |
| 1999 | Back on the Bus Frenz of the Enz (FotE)                                    | Erstveröffentlichung: 1999 Fanklub-Veröffentlichung |
| 1999 | Live at CBGB Frenz of the Enz (FotE)                                       | Erstveröffentlichung: 1999 Fanklub-Veröffentlichung |
| 1999 | Acoustically Live Frenz of the Enz (FotE)                                  | Erstveröffentlichung: 1999 Fanklub-Veröffentlichung |
| 2000 | Ghost Cars Frenz of the Enz (FotE)                                         | Erstveröffentlichung: 2000 Fanklub-Veröffentlichung |
| 2002 | Taxi Frenz of the Enz (FotE)                                               | Erstveröffentlichung: 2002 Fanklub-Veröffentlichung |
| 2002 | Buffalo ’91 Frenz of the Enz (FotE)                                        | Erstveröffentlichung: 2002 Fanklub-Veröffentlichung |
| 2002 | Live in Berlin Frenz of the Enz (FotE)                                     | Erstveröffentlichung: 2002 Fanklub-Veröffentlichung |
| 2002 | Live at the Warfield Frenz of the Enz (FotE)                               | Erstveröffentlichung: 2002 Fanklub-Veröffentlichung |

| Jahr | Titel Musiklabel                                        | Anmerkungen                                                              |
| ---- | ------------------------------------------------------- | ------------------------------------------------------------------------ |
| 2003 | The Essential Capitol Records (EMI)                     | Erstveröffentlichung: 21. März 2003 Teil der „The-Essential“-Reihe       |
| 2003 | Classic Masters Capitol Records (EMI)                   | Erstveröffentlichung: 24. Juni 2003 Teil der „Classic-Masters“-Reihe     |
| 2005 | Together Alone / Woodface Capitol Records (UMG)         | Erstveröffentlichung: 2005 Teil der „2-Originals“-Reihe                  |
| 2007 | Crowded House / Temple of Low Men Capitol Records (UMG) | Erstveröffentlichung: 27. Juli 2007 Teil der „2-Originals“-Reihe         |
| 2008 | Platinum Collection Capitol Records (EMI)               | Erstveröffentlichung: 20. Juni 2008 Teil der „Platinum-Collection“-Reihe |
| 2011 | Crowded House + Woodface Capitol Records (UMG)          | Erstveröffentlichung: 27. Juni 2011 Teil der „2-for-1“-Reihe             |
| 2012 | Alle 40 goed EMI Music (EMI)                            | Erstveröffentlichung: 30. März 2012 Teil der „Alle-40-goed“-Reihe        |
| 2013 | Gold Universal Music (UMG)                              | Erstveröffentlichung: 2. Dezember 2013 Teil der „Gold“-Reihe             |

| Jahr | Titel Musiklabel                                   | Anmerkungen                                                              |
| ---- | -------------------------------------------------- | ------------------------------------------------------------------------ |
| 2007 | iTunes Festival: London 2007 Capitol Records (EMI) | Erstveröffentlichung: 18. November 2007 Teil der „iTunes-Festival“-Reihe |

| Jahr | Titel Musiklabel                                                   | Anmerkungen                                               |
| ---- | ------------------------------------------------------------------ | --------------------------------------------------------- |
| 1992 | Crowded House / Temple of Low Men / Woodface Capitol Records (UMG) | Erstveröffentlichung: 1992 Teil der „3xCD“-Reihe          |
| 1995 | The Originals Capitol Records (EMI)                                | Erstveröffentlichung: 1995 Teil der „The-Originals“-Reihe |

### Lieder
| Jahr | Titel Album                                                                 | Anmerkungen                                                                   |
| ---- | --------------------------------------------------------------------------- | ----------------------------------------------------------------------------- |
| 1990 | Mr. Tambourine Man Double Impact                                            | Erstveröffentlichung: 1990 mit Roger McGuinn; Original: Bob Dylan             |
| 1992 | Tall Trees (Live) Triple J – Live at The Wireless, Vol. 2                   | Erstveröffentlichung: 1992                                                    |
| 1993 | Christmas Message Santa Claus, Schmanta Claus                               | Erstveröffentlichung: 1993                                                    |
| 1993 | Fall at Your Feet (Unplugged) Triple M Cordless                             | Erstveröffentlichung: 18. Oktober 1993                                        |
| 1993 | It’s Only Natural (Unplugged) Triple M Cordless                             | Erstveröffentlichung: 18. Oktober 1993                                        |
| 1994 | World Where You Live (Live) KFOG 104.5 “Live from the Archives”             | Erstveröffentlichung: 1994                                                    |
| 1999 | Hope Is Coming Liberdade – Viva East Timor                                  | Erstveröffentlichung: 1999                                                    |
| 1999 | Eight Miles High (Live) Other Enz: Split Enz & Beyond                       | Erstveröffentlichung: 9. Dezember 1999 mit Roger McGuinn                      |
| 1999 | History Never Repeats (Live) Other Enz: Split Enz & Beyond                  | Erstveröffentlichung: 9. Dezember 1999 mit Pearl Jam                          |
| 1999 | Mr. Tambourine Man (Live) Other Enz: Split Enz & Beyond                     | Erstveröffentlichung: 9. Dezember 1999 mit Roger McGuinn; Original: Bob Dylan |
| 1999 | One Step Ahead (Live) Other Enz: Split Enz & Beyond                         | Erstveröffentlichung: 9. Dezember 1999                                        |
| 1999 | Throw Your Arms Around Me (Live) Other Enz: Split Enz & Beyond              | Erstveröffentlichung: 9. Dezember 1999                                        |
| 2001 | My Legs Are Gone I Like It Rare                                             | Erstveröffentlichung: 2001                                                    |
| 2006 | Weather with You (Acoustic) The Acoustic Album                              | Erstveröffentlichung: 17. Juli 2006                                           |
| 2007 | Better Be Home Soon (Live) Live Earth: The Concerts for a Climate in Crisis | Erstveröffentlichung: 4. Dezember 2007                                        |
| 2008 | Everybody’s Talkin’ (Like a Version) Triple J Like a Version 4              | Erstveröffentlichung: 27. Oktober 2008                                        |
| 2020 | Don’t Dream It’s Over (Live) Music from the Home Front                      | Erstveröffentlichung: 19. Juni 2020                                           |

| Jahr | Titel Soundtrack                          | Anmerkungen                         |
| ---- | ----------------------------------------- | ----------------------------------- |
| 1990 | She’s Not There The Crossing              | Erstveröffentlichung: 1990          |
| 1994 | Locked Out Reality Bites – Voll das Leben | Erstveröffentlichung: 1994          |
| 1994 | Sister Madly Die Summe der Gefühle        | Erstveröffentlichung: 1994          |
| 1999 | Kare Kare Two Hands                       | Erstveröffentlichung: 1999          |
| 2009 | Don’t Dream It’s Over Adventureland       | Erstveröffentlichung: 24. März 2009 |

### Videoalben
| Jahr | Titel Musiklabel                                           | Anmerkungen                                                             |
| ---- | ---------------------------------------------------------- | ----------------------------------------------------------------------- |
| 2010 | Upstairs at Home (Studio Recordings) Universal Music (UMG) | Erstveröffentlichung: 11. Juni 2010 Teil von Intriguer (Deluxe Edition) |

## Statistik

### Chartauswertung
|                     | DE    | AT    | CH    | UK     | US    | AU     | NZ     |
| ------------------- | ----- | ----- | ----- | ------ | ----- | ------ | ------ |
| Nummer-eins-Alben   | DE—DE | AT—AT | CH—CH | UK1UK  | US—US | AU4AU  | NZ3NZ  |
| Top-10-Alben        | DE—DE | AT—AT | CH—CH | UK6UK  | US—US | AU8AU  | NZ9NZ  |
| Alben in den Charts | DE8DE | AT1AT | CH4CH | UK10UK | US6US | AU12AU | NZ11NZ |

|                       | DE    | AT    | CH    | UK     | US    | AU     | NZ     |
| --------------------- | ----- | ----- | ----- | ------ | ----- | ------ | ------ |
| Nummer-eins-Singles   | DE—DE | AT—AT | CH—CH | UK—UK  | US—US | AU—AU  | NZ1NZ  |
| Top-10-Singles        | DE—DE | AT—AT | CH1CH | UK1UK  | US2US | AU2AU  | NZ6NZ  |
| Singles in den Charts | DE5DE | AT—AT | CH1CH | UK17UK | US5US | AU13AU | NZ17NZ |

|                          | DE    | AT    | CH    | UK    | US    | AU    | NZ    |
| ------------------------ | ----- | ----- | ----- | ----- | ----- | ----- | ----- |
| Nummer-eins-Videoalben   | DE—DE | AT—AT | CH—CH | UK—UK | US—US | AU—AU | NZ—NZ |
| Top-10-Videoalben        | DE—DE | AT—AT | CH—CH | UK1UK | US—US | AU—AU | NZ—NZ |
| Videoalben in den Charts | DE—DE | AT—AT | CH—CH | UK2UK | US—US | AU—AU | NZ—NZ |

### Auszeichnungen für Musikverkäufe
| Goldene Schallplatte - Belgien - 1996: für das Album Recurring Dream – The Very Best Of - Kanada - 1991: für das Album Woodface - 1994: für das Album Together Alone - 2003: für das Album Recurring Dream – The Very Best Of - Niederlande - 1992: für das Album Woodface - 1998: für das Album Recurring Dream – The Very Best Of | Platin-Schallplatte - Dänemark - 2025: für die Single Don’t Dream It’s Over - Kanada - 1987: für das Album Crowded House - 1988: für das Album Temple of Low Men - Spanien - 2025: für die Single Don’t Dream It’s Over 2× Platin-Schallplatte - Europa - 2000: für das Album Recurring Dream – The Very Best Of - Spanien - 1996: für das Album Recurring Dream – The Very Best Of |

Anmerkung: Auszeichnungen in Ländern aus den Charttabellen bzw. Chartboxen sind in ebendiesen zu finden.
| Land/RegionAuszeichnungen für Musikverkäufe (Land/Region, Auszeichnungen, Verkäufe, Quellen) | Silber     | Gold       | Platin         | Verkäufe    | Quellen                           |
| -------------------------------------------------------------------------------------------- | ---------- | ---------- | -------------- | ----------- | --------------------------------- |
| Australien (ARIA)                                                                            | —          | 6× Gold6   | 60× Platin60   | 4.135.000   | aria.com.au                       |
| Belgien (BRMA)                                                                               | —          | Gold1      | —              | 25.000      | ultratop.be                       |
| Dänemark (IFPI)                                                                              | —          | —          | Platin1        | 90.000      | ifpi.dk                           |
| Europa (IFPI)                                                                                | —          | —          | 2× Platin2     | (2.000.000) | ifpi.org                          |
| Kanada (MC)                                                                                  | —          | 3× Gold3   | 2× Platin2     | 350.000     | musiccanada.com                   |
| Neuseeland (RMNZ)                                                                            | —          | 4× Gold4   | 36× Platin36   | 802.500     | aotearoamusiccharts.co.nz NZ2 NZ3 |
| Niederlande (NVPI)                                                                           | —          | 2× Gold2   | —              | 100.000     | nvpi.nl                           |
| Spanien (Promusicae)                                                                         | —          | —          | 3× Platin3     | 260.000     | elportaldemusica.es               |
| Vereinigte Staaten (RIAA)                                                                    | —          | —          | Platin1        | 1.000.000   | riaa.com                          |
| Vereinigtes Königreich (BPI)                                                                 | 4× Silber4 | Gold1      | 9× Platin9     | 3.830.000   | bpi.co.uk                         |
| Insgesamt                                                                                    | 4× Silber4 | 17× Gold17 | 114× Platin114 |             |                                   |